# Van oude mensen, de dingen die voorbijgaan (televisieserie)
Van oude mensen, de dingen die voorbijgaan is een Nederlandse televisieserie die in het seizoen 1975/1976 door de AVRO werd uitgezonden. De serie is gebaseerd op de gelijknamige roman  van Louis Couperus uit 1904. De serie werd geregisseerd door Walter van der Kamp. De muziek is van Tonny Eyk.
In 2006 werd een door regisseur Van der Kamp opnieuw gemonteerde, ingekorte versie van de serie op dvd uitgebracht.

## Rolverdeling
- Caro van Eyck - Mevrouw Ottilie Dercksz
- Paul Steenbergen - Meneer Emile Takma
- Myra Ward - Tante Adèle Takma
- Josine van Dalsum - Elly Takma
- Lex van Delden - Charles (Lot) Pauws
- Kitty Boymans - Anna
- Han Bentz van den Berg - Harold Dercksz
- Ellen Vogel - Ina d'Herbourg-Dercksz
- Ton Kuyl - Leopold d'Herbourg
- Georgette Hagedoorn - Tante Stefanie De Laders
- Andrea Domburg - Ottilie Dercksz
- Piet Kamerman - Steyn de Weert
- Joan Remmelts - Dokter Roelofsz
- Bob de Lange - Anton Dercksz
- Maélys Morel - Lili van Wely
- John Peters - Frits van Wely
- Jan Retèl - Pauws
- Jenny Heetkamp - Ma-Boeten
- Stephan Koole - Harold Dercksz (als kind)
- Lo van Hensbergen - Daan Dercksz
- Elly Ruimschotel - Floor Dercksz
- Hans Dagelet - Donald Trevelley
- Heleen Pimentel - Thérèse Dercksz
- Ben Hulsman - Politie-inspecteur
- Josée Ruiter - Amélie Pauws